# Ferrocarril Chihuahua al Pacífico
La Ferrocarril Chihuahua al Pacífico, nota anche come El Chepe, con l'abbreviazione di CHP, o Ferrocarril Chihuahua-Pacífico, è una importante linea ferroviaria del nord-ovest del Messico, che collega la città di Chihuahua, nell'omonimo stato, con quella di Los Mochis, nello stato di Sinaloa, e il porto di Topolobampo.

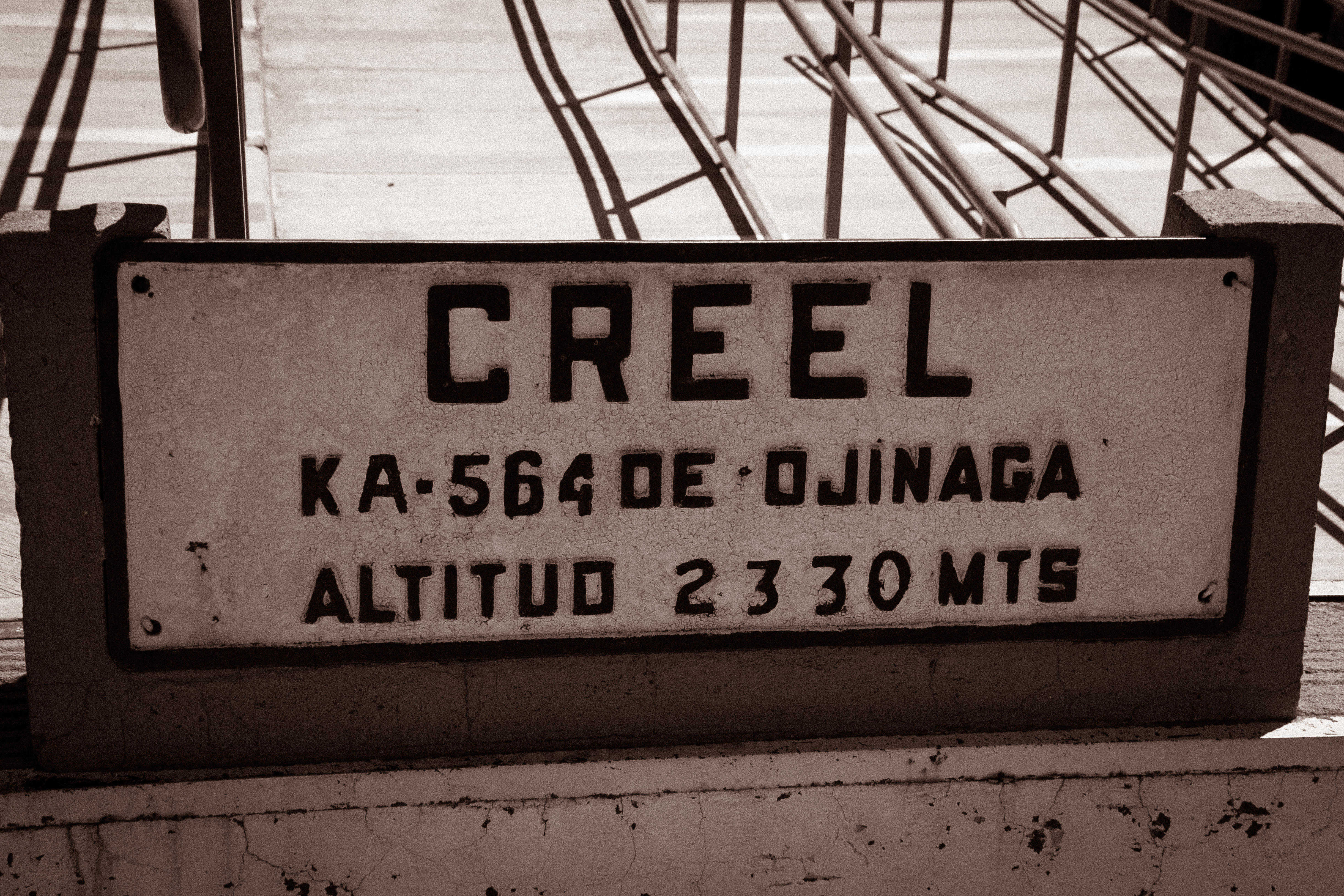
Targa indicativa stazione di Creel

## Storia
L'idea della ferrovia nacque nel 1880, quando l'allora presidente del Messico, il generale Manuel González, concesse ad Albert Kinsey Owen della colonia socialista Utopia di New Harmony, Indiana, Stati Uniti, la concessione per costruire una ferrovia. Difficoltà economiche, alimentate dalle ingenti spese sostenute per la costruzione di una ferrovia nel terreno accidentato della Sierra Tarahumara, bloccarono il progetto. Nel 1889, la concessione fu trasferita alla Kansas City de Mexico. Questa azienda costruì 483 km in due sezioni: Topolobampo - San Pedro e Creel - Chihuahua. Dal 1910 al 1914, venne completata la sezione Chihuahua-Ojinaga. Il Governatore dello stato di Chihuahua, Enrique Creel completò la sezione Chihuahua-Creel nel 1928. Nel 1940, Ulises Irigoyen promosse il completamento dei lavori e il governo federale acquisì i diritti societari della Kansas City. Con questi diritti, nel 1955 nacque la compagnia ferroviaria, che si chiamò Ferrocarril Chihuahua al Pacífico. La neonata società promosse il completamento e nel novembre 1961 si unirono, con la costruzione del tratto tra Creel - San Pedro a Sinaloa, la Kansas City Mexico e la Ferrovia Oriente che correva da Topolobampo a San Pedro a Sinaloa e la Northwest Railway che ha raggiunse Creel. Con la privatizzazione, il 4 dicembre 1998, Ferromex prese il controllo della linea dalle mani del governo messicano, che possedeva e controllava la rete ferroviaria nazionale dal 1940. All'epoca circolavano due treni passeggeri al giorno, da Chihuahua a Los Mochis e l'altro da Los Mochis a Chihuahua, uno con vagoni di classe economica e uno di classe speciale o turistica. Il 21 marzo 2020 Ferromex annunciò la riduzione dei servizi, a causa della pandemia di Covid-19, a due treni la settimana di classe economica. Dopo la pandemia, Ferromex annunciò che il servizio di classe economica avrebbe continuato a viaggiare due volte la settimana, su tutta la tratta, mentre un nuovo servizio lusso denominato Chepe Express, limitato alla tratta Creel-Los Mochis, avrebbe sostituito il vecchio servizio di classe speciale o turistica, con due viaggi a settimana.

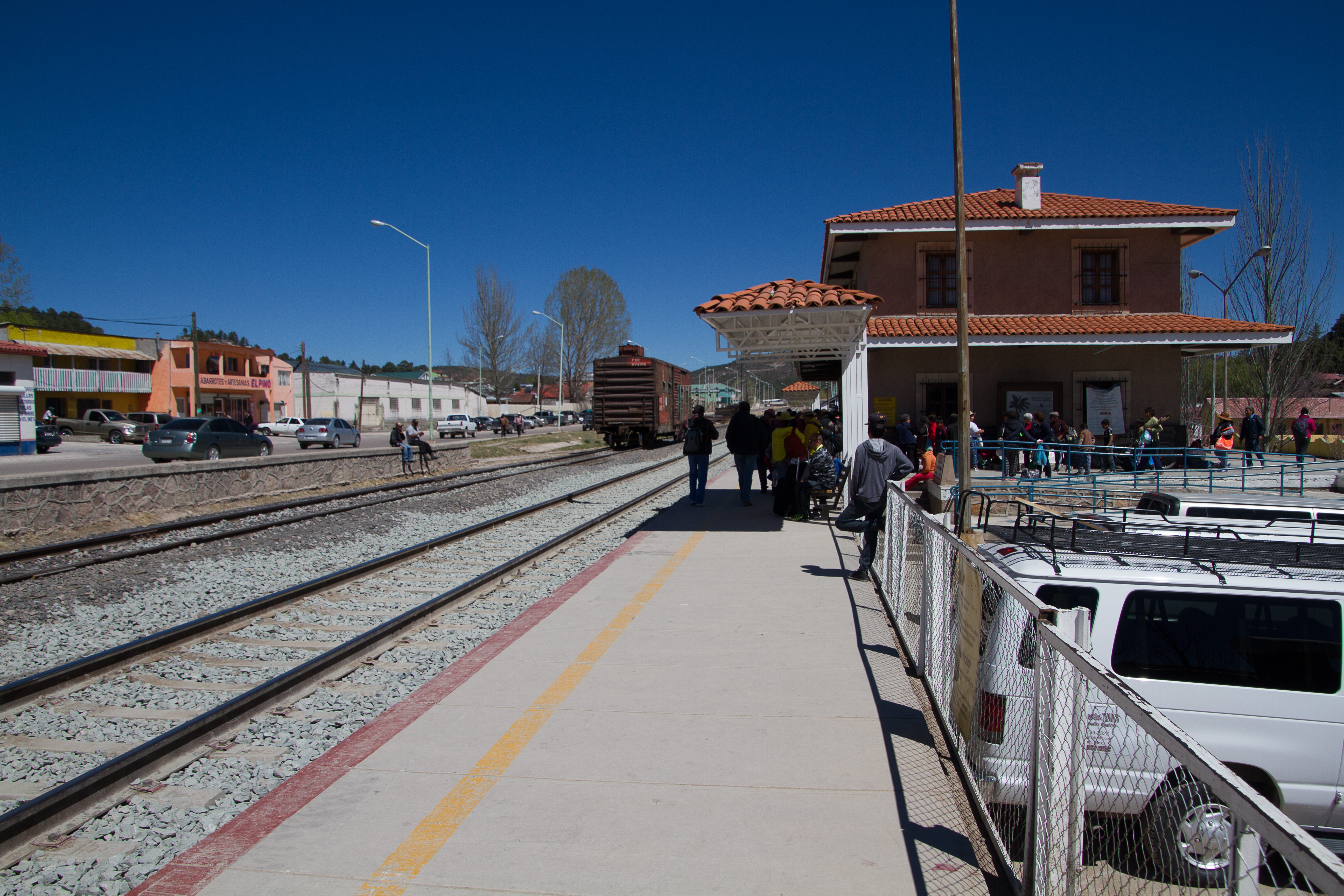
Stazione di Creel oggi

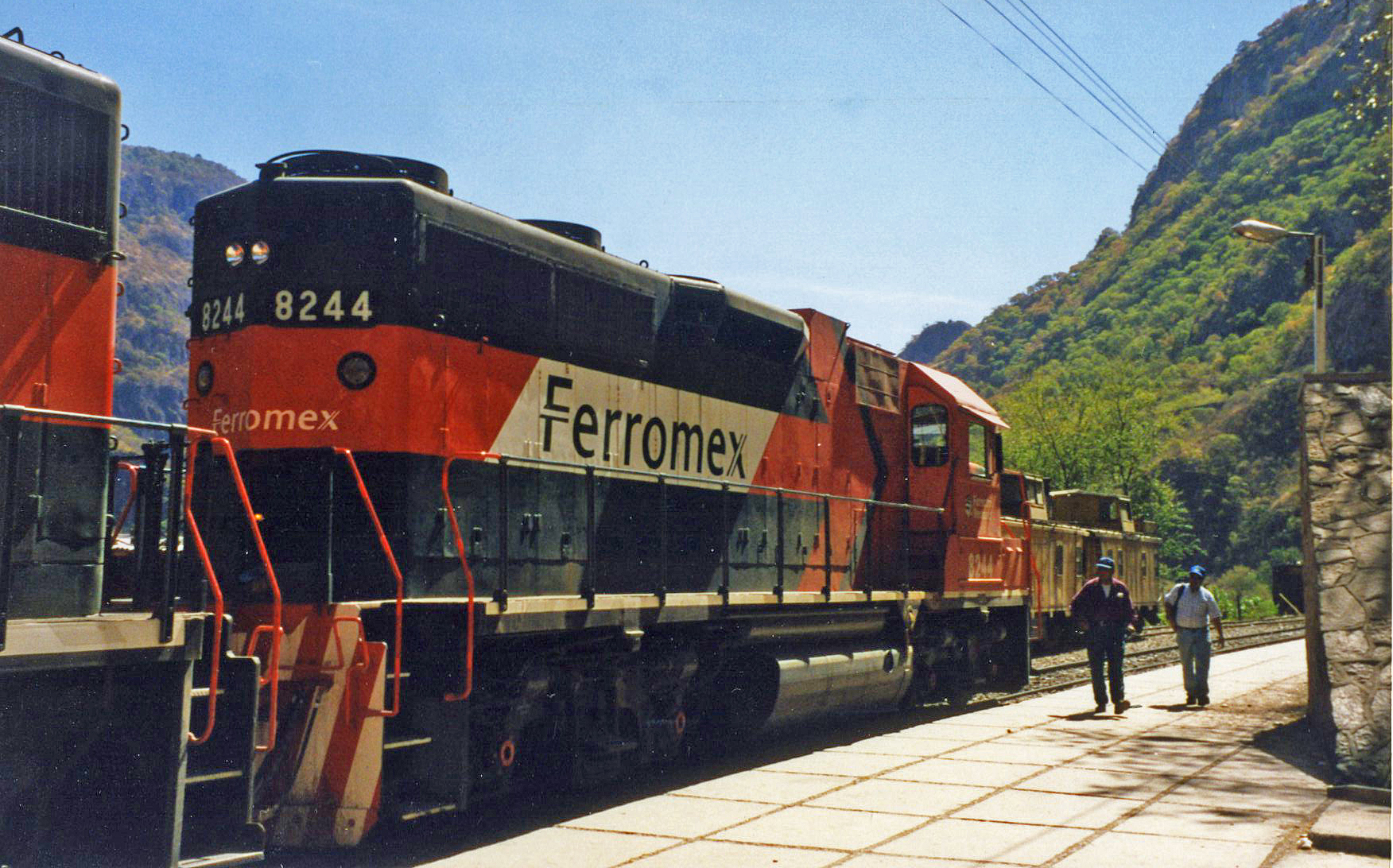
Stazione di Divisadero

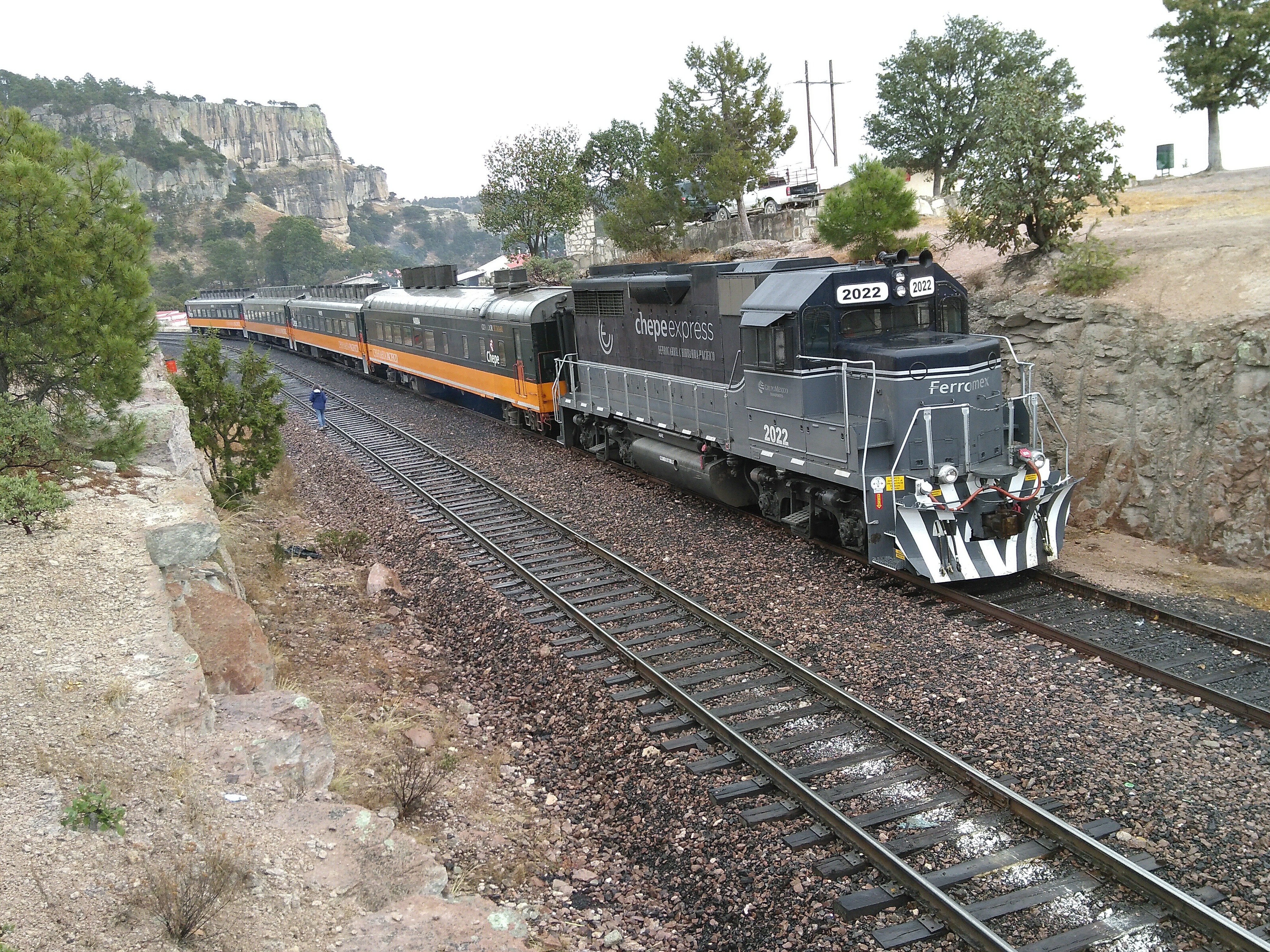
Treno di 1ª classe a Divisadero nel 2019

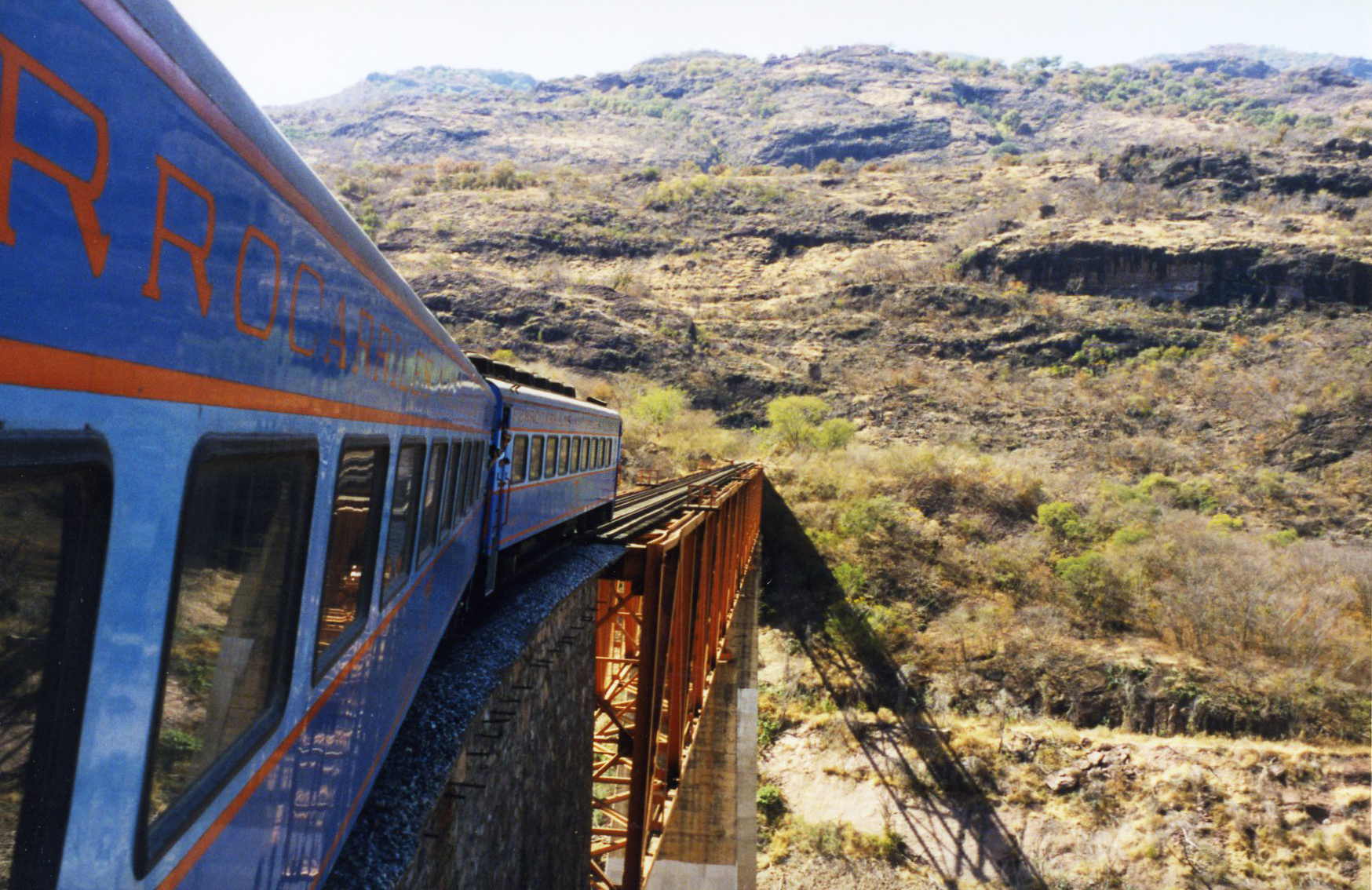
Treno delle FNM attraversa un ponte sulla Sierra Madre fine anni '90

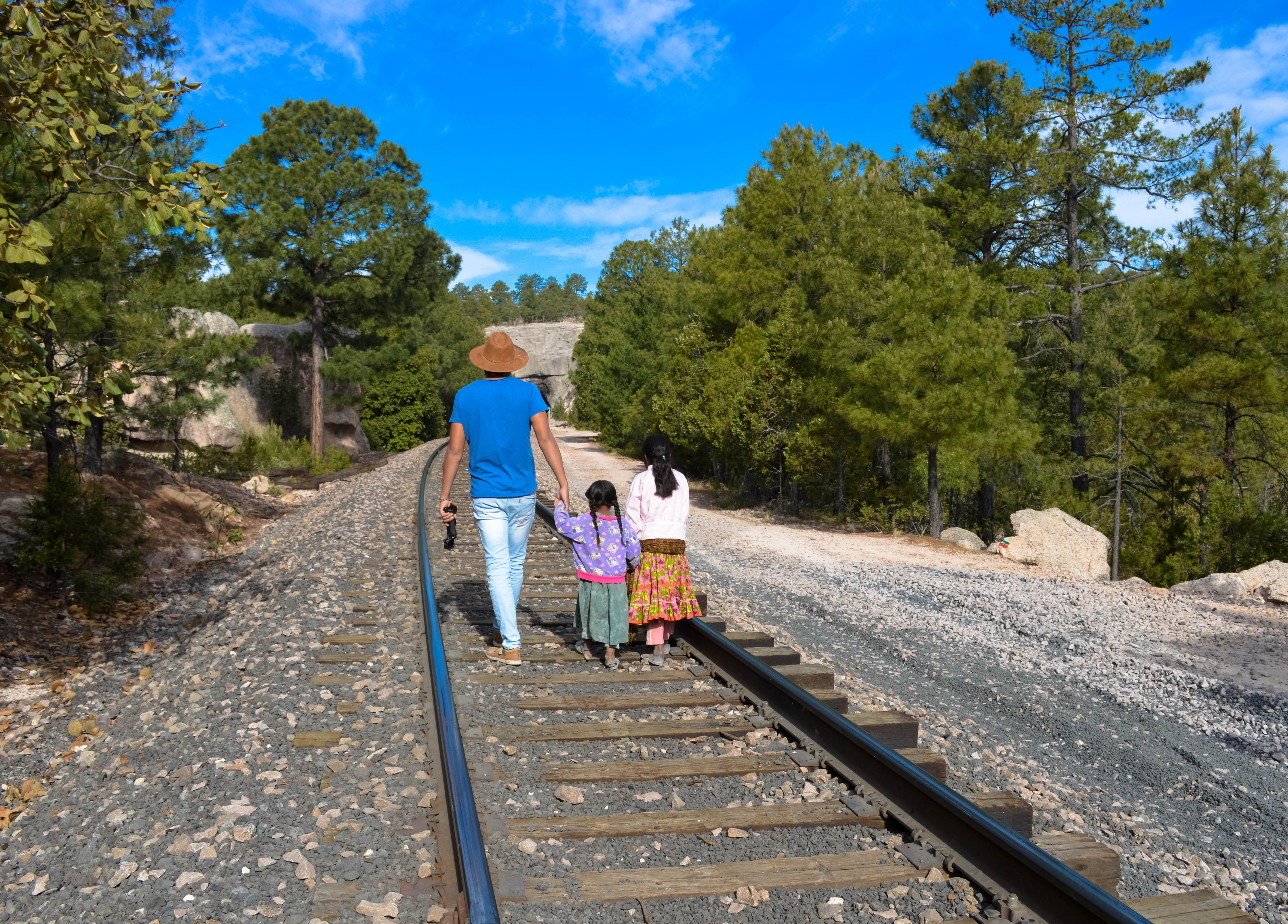
Tarahumaras camminando sui binari

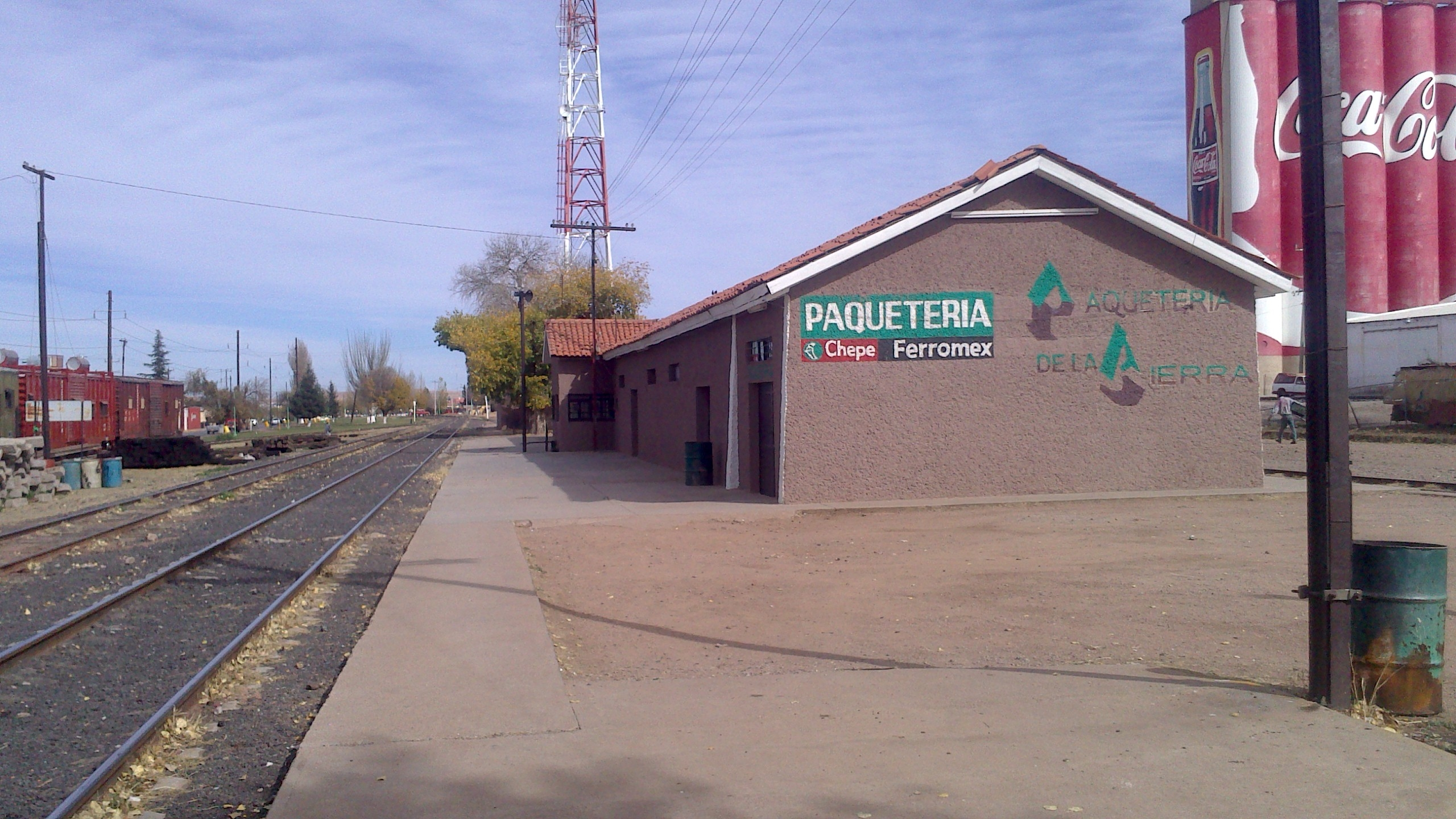
Stazione Cuauhtémoc nel 2012

## Collegamenti esterni

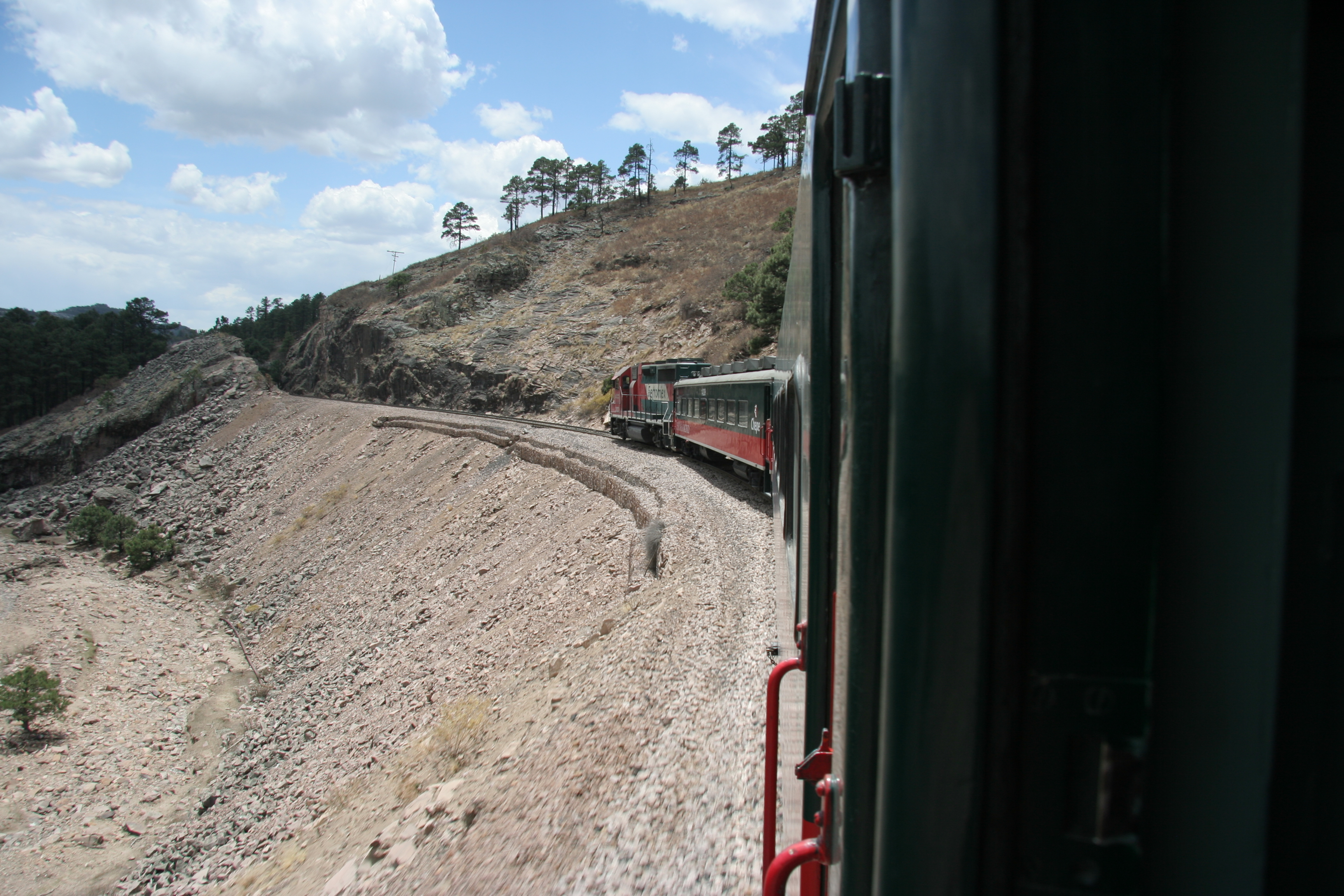
El Chepe a metà strada tra Anáhuac e Creel; 16 maggio 2006

## Scheda della linea
| STAZIONI                 | KM      | ALTITUDINE | STATO               | REGIONE   | NOTE                                                 |
| ------------------------ | ------- | ---------- | ------------------- | --------- | ---------------------------------------------------- |
| Ojinaga                  | 0+000   | 990mt.     | Solo servizio merci | Chihuahua | Frontiera Messico-USA, transiti internazionali       |
| El Nogal                 |         |            | Soppressa           | Chihuahua |                                                      |
| La Mula                  |         |            | Soppressa           | Chihuahua |                                                      |
| Falomir                  | 127+000 |            | Soppressa           | Chihuhaua |                                                      |
| Chilicote                |         |            | Soppressa           | Chihuahua |                                                      |
| Aldama                   | 237+000 | 1270mt.    | Solo servizio merci | Chihuahua |                                                      |
| Tabalaopa Carga          |         | 1460mt     | Solo servizio merci | Chihuahua | Linee per Ciudad Juarez e Città del Messico          |
| Chihuahua Pacífico       | 267+500 | 1460mt.    | In uso              | Chihuahua |                                                      |
| San Andrés               | 350+000 | 1780mt.    | Soppressa           | Chihuahua |                                                      |
| Mesa                     |         |            | Soppressa           | Chihuahua |                                                      |
| Bustillos                |         |            | Soppressa           | Chihuahua |                                                      |
| Anahuac                  | 384+000 |            | Soppressa           | Chihuahua |                                                      |
| Cuauhtémoc               | 401+500 | 2010mt.    | In uso              | Chihuahua |                                                      |
| Cima-Campos Menonitas    | 403+500 |            | Soppressa           | Chihuahua |                                                      |
| Pedernales               |         |            | Soppressa           | Chihuahua |                                                      |
| Rosario                  |         |            | Soppressa           | Chihuahua |                                                      |
| La Junta-Lopez Mateos    | 451+100 | 2065mt.    | In uso              | Chihuahua | Officine di revisione treni, linea per Ciudad Juarez |
| Ataros                   | 502+300 |            | Soppressa           | Chihuahua |                                                      |
| Treviño                  |         |            | Soppressa           | Chihuahua |                                                      |
| Talayotes                |         |            | Soppressa           | Chihuahua |                                                      |
| Pineria                  |         |            | Soppressa           | Chihuahua |                                                      |
| San Juanito              | 533+000 | 2438mt.    | In uso              | Chihuahua | Punto più alto della linea                           |
| La Laja                  |         |            | Soppressa           | Chihuahua |                                                      |
| Bocoyna                  |         | 2230mt.    | Soppressa           | Chihuahua |                                                      |
| Creel Nuova              | 564+206 | 2330mt.    | In uso              | Chihuahua |                                                      |
| Creel Vecchia            | 564+300 | 2330mt.    | Soppressa           | Chihuahua | In uso come museo                                    |
| El Balcon                |         |            | Soppressa           | Chihuahua |                                                      |
| Los Ojitos               | 583+000 | 2345mt.    | Soppressa           | Chihuahua |                                                      |
| Ponte elicoidale         | 585+000 |            | In uso              | Chihuahua | Dislivello della linea con galleria successiva       |
| Pitorreal                | 602+300 |            | A richiesta         | Chihuahua |                                                      |
| Divisadero Barrancas     | 621+800 | 2240mt.    | In uso              | Chihuahua | Punto panoramico Barranca del Cobre                  |
| Areponapuchi             | 621+000 |            | In uso              | Chihuahua |                                                      |
| San Rafael               | 636+000 |            | In uso              | Chihuahua |                                                      |
| Cuiteco                  | 661+000 |            | In uso              | Chihuahua |                                                      |
| Bahuichivo               | 668+700 |            | In uso              | Chihuahua |                                                      |
| Parajes                  |         |            | Soppressa           | Chihuahua |                                                      |
| Cerocahui                |         |            | Soppressa           | Chihuahua |                                                      |
| Témoris                  | 707+500 |            | In uso              | Chihuahua |                                                      |
| Gamuchil                 |         |            | Soppressa           | Chihuahua |                                                      |
| Jesus Cruz               | 747+500 |            | Soppressa           | Chihuahua |                                                      |
| Galleria El Descanso     | 757+000 |            | In uso              | Chihuahua | Lunghezza 1818mt.                                    |
| Los Pozos                | 763+000 |            | Soppressa           | Chihuahua |                                                      |
| Agua Caliente            | 776+550 |            | Soppressa           | Chihuahua |                                                      |
| Loreto                   | 790+000 |            | Soppressa           | Chihuahua |                                                      |
| La Laguna                |         |            | Soppressa           | Chihuahua |                                                      |
| Limite Sinaloa/Chihuahua |         |            | Punto di transito   |           | Cambio fuso orario                                   |
| El Fuerte                | 836+500 | 180mt.     | In uso              | Sinaloa   | Linee merci per Guadalajara, Mexicali, Nogales       |
| Norotes                  |         |            | Soppressa           | Sinaloa   |                                                      |
| San Blas                 |         |            | Soppressa           | Sinaloa   |                                                      |
| Sufragio                 | 882+000 |            | In uso              | Sinaloa   |                                                      |
| Constancia               |         |            | Soppressa           | Sinaloa   |                                                      |
| Los Mochis               | 920+600 | 20mt.      | In uso              | Sinaloa   |                                                      |
| Topolobampo              | 940+500 | 10mt.      | Solo servizio merci | Sinaloa   | Solo servizio merci dal 1999                         |
| Porto di Topolobampo     |         | 2mt.       | Solo servizio merci | Sinaloa   | Servizi di traghetto per La Paz                      |

NOTE:

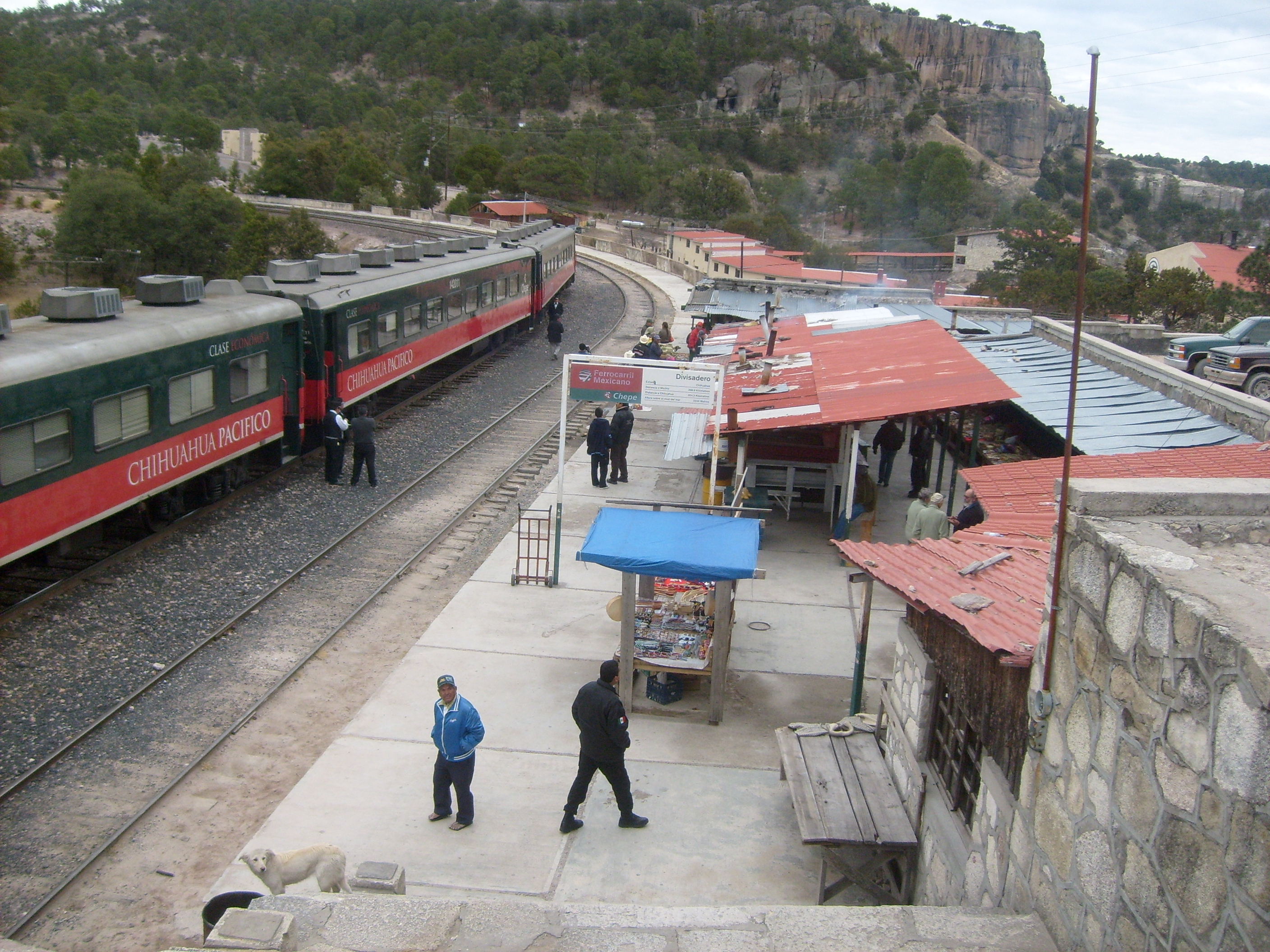
Stazione di Divisadero, punto panoramico sulla Barranca del Cobre

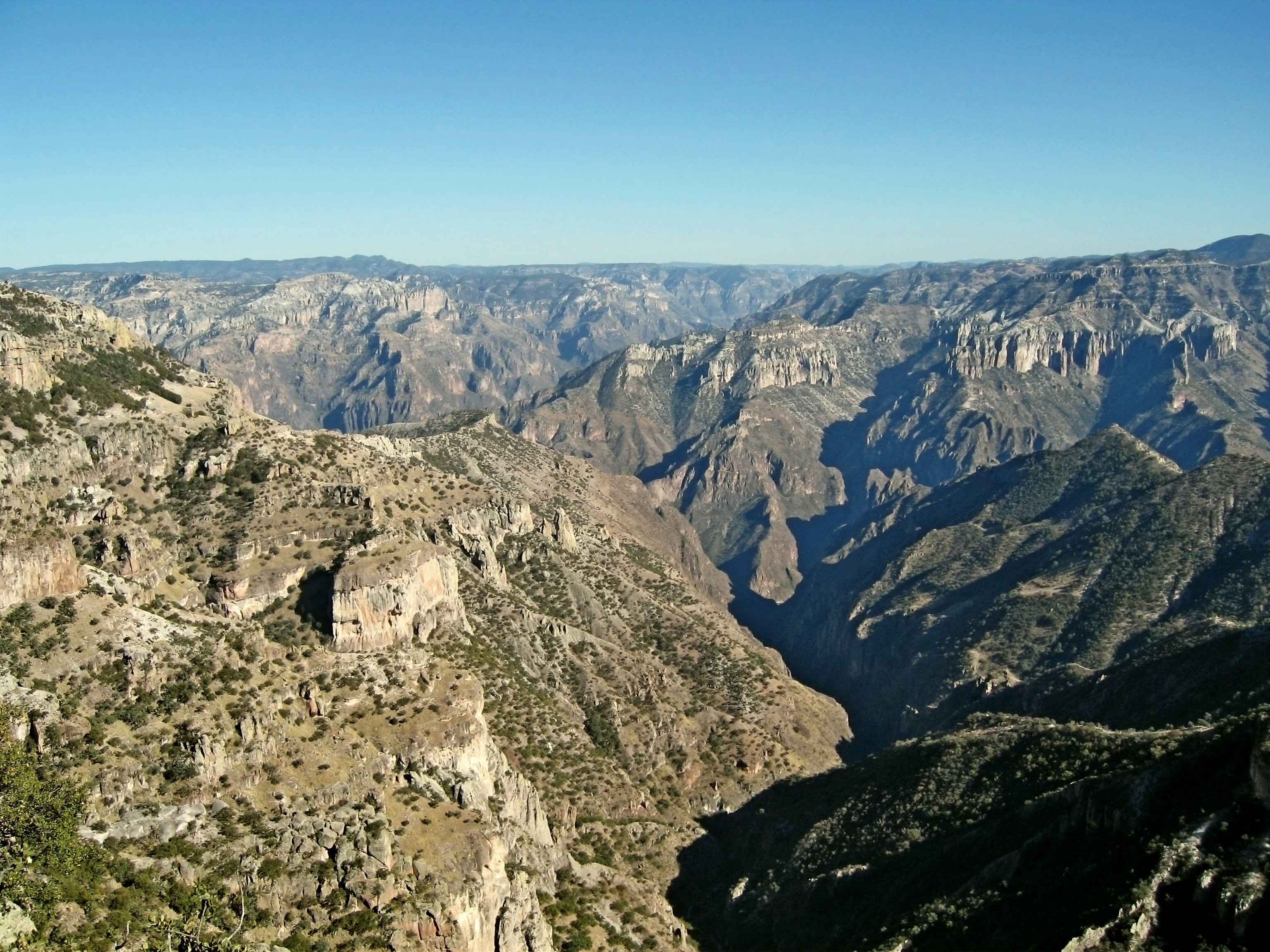
Barranca del Cobre

Alcune stazioni potrebbero essere conosciute localmente con un nome diverso, Divisadero Barrancas è conosciuta anche come El Divisadero, o solo come Divisadero. Dal 2019, dopo la pandemia di COVID-19, tutte le stazioni con scarsa o quasi nulla presenza di passeggeri sono state chiuse sia al servizio passeggeri che merci, la tratta Ojinaga-Chihuahua è aperta al servizio merci, con anche treni internazionali, per/dagli Stati Uniti, ma dal 1999, non vi sono treni passeggeri.

## Clima

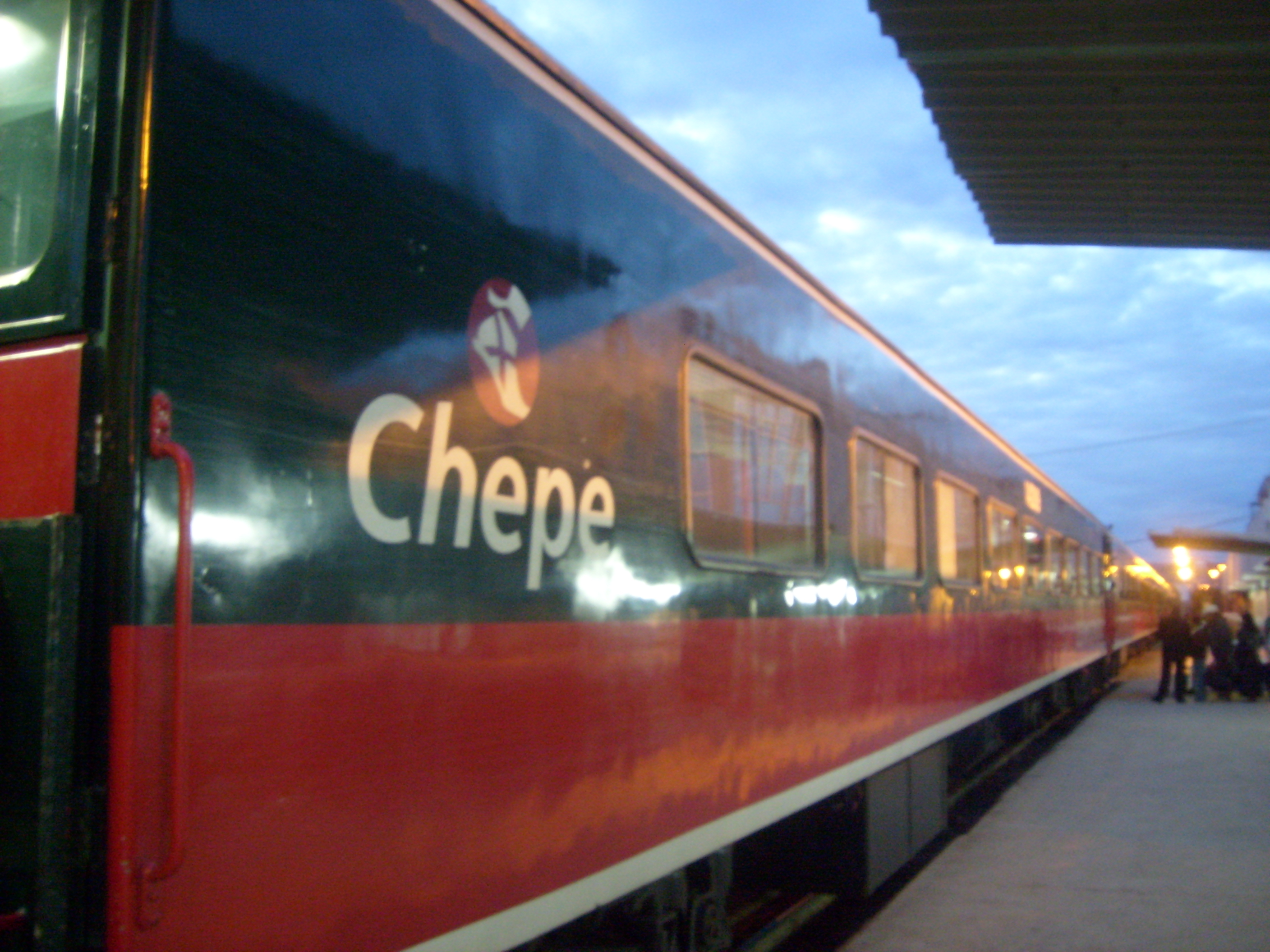
Treno di classe economica alla Stazione di Chihuahua Pacifico

Il clima lungo la linea è molto vario è cambia a seconda dell'altitudine, soprattutto nel periodo invernale, (novembre-febbraio), nella tratta Chihuahua - Temoris è tipico della Sierra Madre Occidentale, per la sua altitudine di oltre 2000 metri è temperato subumido, le precipitazioni annue sono di circa 750 mm e le estati sono brevi e miti, durante le notti estive può essere anche freddo, mentre gli inverni sono rigidi e possono portare temperature fino a -15 °C, le nevicate sono frequenti da dicembre a marzo, e possono superare i 15 cm di neve, nella zona di Los Mochis e Topolobampo, il clima è tipicamente caldo per quasi tutto l'anno.
| Mesi                         | Gen.  | Feb.  | Mar.  | Abr.  | Mag. | Giu. | Lug.  | Ago.  | Set.  | Ott. | Nov.  | Dic.  | Annuale |
| ---------------------------- | ----- | ----- | ----- | ----- | ---- | ---- | ----- | ----- | ----- | ---- | ----- | ----- | ------- |
| Tempertuta massima (°C)      | 24.5  | 26.0  | 26.5  | 31.0  | 37.0 | 35.0 | 34.0  | 32.0  | 30.0  | 30.0 | 29.0  | 29.0  | 35      |
| Temp. massima media (°C)     | 13.   | 15.2  | 17.0  | 21.0  | 24.0 | 26.9 | 24.4  | 24.1  | 23.2  | 21.1 | 18.0  | 14.8  | 20.3    |
| Temperatura media (°C)       | 4.2   | 5.3   | 7.3   | 10.2  | 13.4 | 17.2 | 17.3  | 17.0  | 15.5  | 11.5 | 8.0   | 5.2   | 11      |
| Temp. mínima media (°C)      | -5.2  | -4.6  | -3.1  | -0.5  | 2.8  | 7.5  | 10.2  | 9.9   | 7.7   | 1.8  | -2.1  | -4.3  | 1.7     |
| Temperatura minima(°C)       | -16.0 | -18.0 | -13.5 | -11.0 | -6.0 | -0.5 | 1.0   | 3.0   | -1.0  | -6.0 | -12.0 | -16.5 | -18.0   |
| Precipitazioni (mm)          | 44.3  | 36.6  | 19.4  | 14.4  | 16.0 | 74.3 | 166.1 | 144.4 | 107.3 | 47.9 | 38.6  | 66.1  | 775.4   |
| Giorni di pioggia (≥ 0.5 mm) | 5.3   | 3.7   | 2.2   | 2.1   | 2.2  | 9.3  | 19.5  | 17.3  | 11.7  | 4.1  | 4.0   | 5.7   | 87.1    |
| Giorni di neve (≥ 0.5 cm)    | 1.38  | 0.61  | 0.72  | 0.08  | 0    | 0    | 0     | 0     | 0     | 0    | 0.42  | 0.70  | 3.9     |

## Curiosità e dati tecnici
La linea è lunga nella sua interezza, 637 chilometri, ha 37 ponti, 86 tunnel, 71 stazioni, il primo tratto della linea venne aperto nel 1928 e terminava a Creel. La linea sale fino a 2.400 metri sul livello sul mare vicino a Divisadero, un punto panoramico sui canyon. Ogni viaggio di sola andata dura circa 16 ore. Nel 1963, a La Junta, ebbe luogo l'inaugurazione ufficiale della ferrovia Chihuahua-Pacifico da parte dell'allora presidente del Messico, Adolfo López Mateos; a partire dal 1965, (sempre a La Junta), vennero installate le officine ferroviarie, oggi chiuse. Ci sono tratti del percorso in cui i binari si incrociano per guadagnare quota, con un ponte elicoidale e una galleria a U. Anche se ufficialmente risultava essere una sola linea, non vi sono mai stati treni diretti tra Ojinaga e Topolobampo, era sempre necessario effettuare un cambio a Chihuahua.